# Iglesia de Nuestra Señora del Valle (Utrilla)
La iglesia de Nuestra Señora del Valle, en Utrilla, localidad del municipio español de Arcos de Jalón (Soria)—, es una iglesia católica. 
Por haberse construido en varias etapas tiene influencias de los estilos, románico, gótico y plateresco. Está rodeada por su parte Sur y Oeste de una almena de piedra separada de la iglesia unos nueve metros, espacio que hasta el siglo XIX, hacía las veces de Campo Santo para los habitantes de la Villa. El espacio que en tiempos pasados hacía las veces de cementerio ubicado entre la Iglesia y la almena, en la actualidad está pavimentado y con ornamentación arbórea en su parte sur.

## Historia
La iglesia de Nuestra Señora del Valle aparece ya citada en 1353 siendo por entonces románica. Este templo sería derruido y en su lugar se construyó uno gótico que, a su vez, se renovaría en el siglo XVIII, quedando hoy de todo ello una nave única repartida en cuatro tramos, cabecera de testero plano y capillas laterales.

## Descripción
Tiene campanario de base cuadrada que se eleva sobre sí misma veintisiete metros, en el último piso de los cinco que posee, está el alojamiento de las campanas y campanillos. Tienen oberturas en sus cuatro costados, la de su lado Norte está desprovista de campana, por su lado Oeste dos campanas de grandes dimensiones avisan de los acontecimientos (fuego, perdidos, reuniones, etc..), más relevantes y destacados de la Villa.
Para los diferentes oficios religiosos convocan a los fieles en primera convocatoria y un campanillo ubicado en su lado Este, a los diez minutos más o menos, da el aviso definitivo; un tercero en armonía por su lado Sur, actuaba bajo normas del reloj visual que hay en el mismo lado del cuarto piso(actualmente no funciona), para dar las horas y los cuartos.
La parte interna de la iglesia tiene una nave central de unos veintidós metros de longitud por doce de anchura, aparte la capilla del bautismo que se ubica debajo de la torre, las tres capillas laterales y la sacristía.

### Retablos
Del siglo XVI son los retablos mayor y de San Pedro (con cuatro óleos sobre tabla), renacentistas. Del mismo estilo artístico lo son los retablos de la Virgen del Rosario, Santo Cristo, San Bartolomé y de la Virgen del Carmen que son del siglo XVII. De la siguiente centuria, podemos contemplar los retablos de San Pascual, San Isidro y el de San Antón.
Ubicado bajo el ábside de la nave central, se halla el retablo de estilo renacentista de Nuestra Señora del Valle. Posee relieves y altorrelieves de Santa Apolonia y San Pedro, Santa Catalina y San Juan, San Sebastián, San Bartolomé, los desposorios, la Anunciación, la presentación en el templo y la flagelación, así como esculturas de bulto redondo de San Juan Bautista, la Virgen y San Roque. Se sabe, por otro lado que el trece de junio de 1662, el concejo y mayordomo de fábrica de Utrilla concierta con Diego de Castillo "hacer un sagrario para dicha iglesia y darlo acabado en toda perfección, así lo tocante a la talla y ensamblaje como el dorarle y estofarle" por un precio de 2.250 reales.
Según descripción pormenorizada de José María Martínez Frías; máxima autoridad en el gótico provincial, analizando el retablo de San Pedro señala: "Es un retablito de pintura de único cuerpo y ático, cuya calle central está San Pedro en la cátedra y en los laterales, Santa Ana con la Virgen, y San Sebastián. En el ático un calvario y pinturas de San Gregorio y San Francisco. Una simulada predela plateresca se encuentra en el transversal inferior. Y una inscripción indica que el retablo fue mandado hacer por Rodrigo de Ocalez, abad del Cabildo de Medinaceli, en abril de 1504.

### Órgano
J. L. Palacios ha documentado la existencia del órgano, que fue reparado en 1751 por el organero oficial de la Diócesis de Sigüenza, Miguel López, abonándosele seiscientos cuarenta reales de vellón. El órgano sería nuevamente reparado por el maestro Paulino Bacho, en 1756, por dos mil cuarenta y ocho reales. Otras reparaciones se efectuaron antes de 1850, en 1767, 1782, y 1791 antes de ser reformado por el organero Juan Francisco Verdalonga de Guadalajara, en 1791, quien permaneció en Utrilla cuarenta y un días auxiliado por un oficial, y que recibiría por toda su labor algo más de 5.100 reales. Nuevos reparos habría en 1803, 1809, 1880, 1882, 1883, 1887, 1893...Finalmente el órgano dejó de sonar en los inicios del siglo XX.